# Arsène Peauger
Arsène Peauger, né le 21 avril 1815 à Bernay (Eure) et mort à Paris (6e arrondissement) le 21 juin 1865, est un haut-fonctionnaire français.

## Biographie

### Jeunesse et études
Arsène Peauger suit des études de droit et obtient une licence en droit. Il devient avocat au barreau de Rouen en 1835.

### Parcours littéraire
Peauger ne tarde pas à quitter le barreau pour se lancer dans le journalisme. Il commence sa carrière au National et anime, sous la monarchie de Juillet, divers journaux provinciaux d'orientation républicaine. Il aide à l'écriture de recueil de jurisprudence pour gagner sa vie à côté du journalisme.
En 1838, il est appelé par les républicains de Limoges pour fonder le Progressif de la Haute-Vienne, qui acquiert une certaine notoriété dans les milieux bourgeois anti-orléanistes. Il part vivre dans cette ville. Il est parallèlement inscrit à la cour d'appel de Limoges. 
Peauger fait l'objet d'une poursuite en justice initiée par l'ancien ministre de la Justice et maire de Limoges Pierre-Alpinien Bourdeau pour des articles du Progressif qu'il considère diffamants. Voulant éviter un débat en cours d’assises, juridiction devant laquelle il devait porter sa plainte du fait d'une disposition de la loi sur la presse de 1819 qui permet aux fonctionnaires publics de la saisir, Bourdeau assigne Peauger devant le tribunal civil, qui se déclare incompétent. La cour de Limoges annule cette sentence en 1841, en décidant que les tribunaux civils pouvaient être saisis des actions en dommages et intérêts instituées par les fonctionnaires publics diffamés. Cette jurisprudence porte atteinte aux droits des journalistes et de la presse, qui étaient garantis auparavant par la fonction protectrice du jury ; confirmée en 1843 par la Cour de cassation, cette jurisprudence porte le nom de jurisprudence Bourdeau.
Il est recruté dans les années 1840 par le journal Le Précurseur de l'Ouest, basé à Angers, qui cherche à réunir les opposants de gauche à l'orléanisme. Il en prend la direction l'année même. 
Il quitte Limoges en 1842 et retourne à Paris.
Vers 1845, il est mis en relation par Frédéric Degeorges, rédacteur du Patriote du Pas-de-Calais, avec Louis-Napoléon Bonaparte, alors détenu à Ham, qui lit ses écrits et les trouve intéressants. Ils deviennent proches, malgré les mises en garde de ses amis, qui pensent que Bonaparte se fait passer pour un républicain afin d'arriver au pouvoir. Ils entretiennent une correspondance dans les années qui suivent.

### Parcours dans la haute fonction publique
Réputé républicain, il est nommé maître des requêtes au Conseil d'État en mars 1848. 
La Deuxième République naissante exige que des préfets républicains soient déployés dans les territoires pour les stabiliser. Peauger, parce qu'il est connu comme républicain conservateur, est alors nommé préfet de la Sarthe le 25 mai, et prend ses fonctions le 26. Il fait partie de la nouvelle vague de préfets nommés en 1848, qui tranche avec leurs prédécesseurs par leur appartenance, pour beaucoup, à la société civile. Dès juillet, il est nommé préfet des Bouches-du-Rhône, en remplacement d'Émile Ollivier. Ce dernier est révoqué par le général Eugène Cavaignac sur le constat que Marseille est la seule ville, avec Paris, à avoir connu des troubles importants en juin 1848 : 3 000 personnes s'étaient réunies et avaient construit des barricades, douze personnes étaient mortes et une cinquantaine avait été blessée.
À la tête de la préfecture, Peauger déploie l'armée et parvient à dissoudre les ateliers nationaux ainsi qu'à pacifier la ville. 
Lorsque l'élection présidentielle française de 1848 a lieu, il propose de démissionner de ses fonctions, du fait de son soutien affiché à Bonaparte. Le ministre de l'Intérieur lui demande de rester à son poste. En 1849, le nouveau ministre de l'Intérieur de Bonaparte, Léon Faucher, lui demande de quitter ses fonctions, ce qu'il fait en septembre 1849. Il est remplacé par Élysée de Suleau. 
Il remonte à Paris et cofonde la Société du Dix-Décembre. En janvier 1850, il devient directeur de l'Imprimerie nationale. Il en démissionne le 15 mai de la même année.

### Retraite
Il devient correspondant pour des journaux étrangers, et rédige des articles pour l'Encyclopédie Didot. Il demeure au 20, rue de Condé jusqu'à sa mort, en 1865. Il est survécu par son fils, Marc Peauger.